# Wydział Prawa Uniwersytetu Lwowskiego

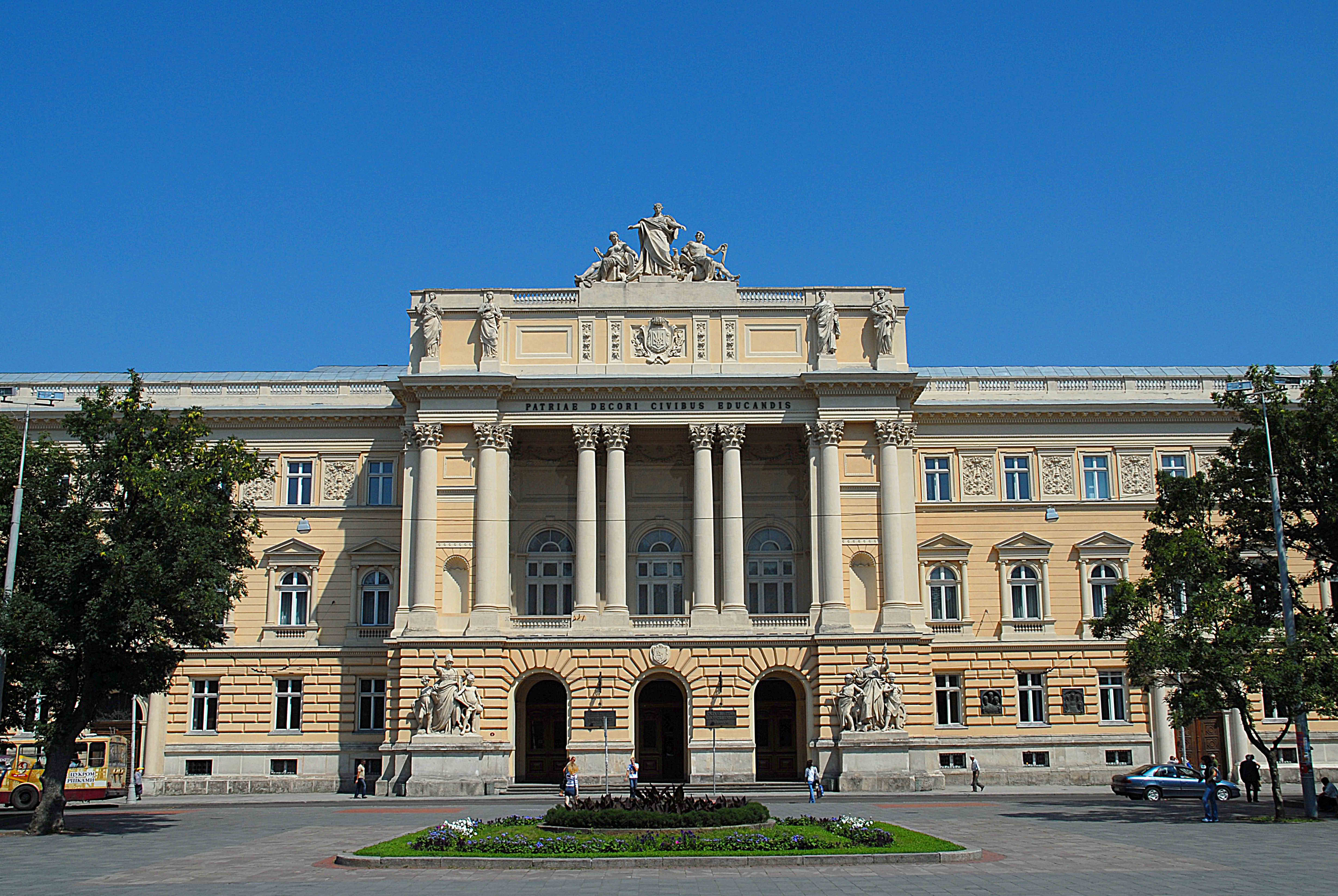
Gmach główny Uniwersytetu Lwowskiego – siedziba Wydziału

Wydział Prawa Uniwersytetu Lwowskiego – utworzony został 1784 wraz z powstaniem Uniwersytetu Lwowskiego.
Działał jako polski ośrodek nauki prawa w okresie II Rzeczypospolitej do wybuchu II wojny światowej w 1939. Od 1939 jest jednym z wydziałów w strukturze Uniwersytetu Lwowskiego im. Iwana Franki (w latach 1919–1939 Uniwersytetu Jana Kazimierza).
Siedziba wydziału znajduje się w gmachu głównym Uniwersytetu Lwowskiego przy ul. Uniwersyteckiej 1. Przed II wojną światową siedziba Wydziału Prawa Uniwersytetu Jana Kazimierza znajdowała się przy ul. Mickiewicza 5a. 

## Struktura
W II Rzeczypospolitej istniało kilkanaście zakładów naukowych powiązanych z katedrami.
W 1919 w budżecie przewidzianych było 27 katedr, z czego 14 wakowało (wykładali z nich zastępcy profesorów). W roku akademickim 1922/1923 na wydziale przewidywano w budżecie 25 katedr zwyczajnych i 3 nadzwyczajne, kilka pozostawało nieobsadzonych. W roku akademickim 1938/1939 na wydziale istniało 16 zakładów naukowych, a przy wydziale działały studia specjalistyczne: Dyplomatyczne, Ekonomiczne oraz Administracyjno-Skarbowe. Działał też Kurs Prawa Lotniczego, który zorganizował i kierował nim prof. Tadeusz Bigo.
Wśród wykładowców byli:
- w dziedzinie historii prawa:
  - Oswald Balzer – rektor Uniwersytetu Lwowskiego, profesor prawa polskiego prywatnego i historii prawa polskiego, dyrektor Archiwum Krajowego Aktów Grodzkich i Ziemskich we Lwowie,
  - Przemysław Dąbkowski, trzykrotny dziekan Wydziału Prawa Uniwersytetu Lwowskiego, opracował pierwszą nowoczesną syntezę historii polskiego prawa cywilnego (Prawo prywatne polskie, 1910–1911, 2 tomy); praca ta stanowiła przez długi czas jedyne syntetyczne opracowanie tej tematyki,
  - Alfred Halban – rektor Uniwersytetu Lwowskiego,
- w dziedzinie prawa kanonicznego:
  - Władysław Abraham – rektor Uniwersytetu Lwowskiego, zorganizował badania w archiwum watykańskim nad źródłami związanymi z Polską. Brał udział w komisji ministerialnej przygotowującej projekt konkordatu między Rzecząpospolitą Polską i Stolicą Apostolską, współtworzył polskie prawo małżeńskie,
  - Leon Halban – autor prac Religia w Trzeciej Rzeszy (1936) oraz Mistyczne podstawy narodowego socjalizmu (1946); w tej drugiej pracy wskazuje na dwojakie korzenie nazizmu, jako będącego w opozycji zarówno do katolicyzmu, jak i racjonalizmu,
  - Leszek Winowski – prorektor Wydziału Prawa Uniwersytetu Wrocławskiego i Katolickiego Uniwersytetu Lubelskiego,
- w dziedzinie prawa rzymskiego:
  - Wacław Osuchowski – kierownik Katedry Prawa Rzymskiego Uniwersytetu Lwowskiego,
  - Leon Jan Piniński – rektor Uniwersytetu Lwowskiego, dyplomata, kolekcjoner i historyk sztuki,
- w dziedzinie prawa konstytucyjnego:
  - Stanisław Starzyński – rektor Uniwersytetu Lwowskiego, pierwszy w historii polskiego prawa kierownik pierwszej samodzielnej katedry prawa politycznego (konstytucyjnego) na ziemiach polskich, przyczynił się w 1909 r. do rozszerzenia autonomii Galicji poprzez ustawę nazwaną jego imieniem (lex Starzyński), brał udział w pracach nad projektem konstytucji dla Polski, ogłosił autorski projekt reformy konstytucji. W II RP cieszył się zasłużoną opinią najwybitniejszego znawcy prawa konstytucyjnego, opublikował wiele fundamentalnych dzieł z zakresu prawa konstytucyjnego,
  - Antoni Wereszczyński – rektor Politechniki Lwowskiej,
- w dziedzinie prawa karnego:
  - Juliusz Makarewicz – główny autor kodyfikacji polskiego prawa karnego – kodeksu karnego z 1932 roku, określanego w doktrynie jako Kodeks Makarewicza,
- w dziedzinie prawa cywilnego:
  - Ernest Till – wiceprezes Komisji Kodyfikacyjnej RP, twórca lwowskiej szkoły prawa prywatnego,
- w dziedzinie prawa handlowego:
  - Aleksander Doliński – rektorem Wyższej Szkoły Handlu Zagranicznego, kierownik Sekcji Prawa Handlowego Komisji Kodyfikacyjnej RP,
  - Roman Zbigniew Piotrowski – znawca prawa handlowego i międzynarodowego,
- w dziedzinie prawa cywilnego procesowego:
  - Maurycy Allerhand – członek Komisji Kodyfikacyjnej RP i Trybunału Stanu,
  - Kamil Stefko – członek Komisji Kodyfikacyjnej II RP i Trybunału Konstytucyjnego,
- w dziedzinie ekonomii społecznej:
  - Stanisław Głąbiński – rektor Uniwersytetu Lwowskiego, wicepremier II RP,
- w dziedzinie statystyki i administracji:
  - Józef Buzek – ekspert delegacji polskiej na konferencji pokojowej w Paryżu w 1919 roku zajmującym się zagadnieniami gospodarczymi, dyrektorem Głównego Urzędu Statystycznego w Warszawie, autor projektu nowej Konstytucji
  - Tadeusz Pilat – rektor Uniwersytetu Lwowskiego, przygotowywał projekty reform administracyjnych.

## Polscy dziekani
- 1861-1862: prof. Józafat Zielonacki
- 1876-1877: prof. Leon Biliński
- 1878-1879: prof. Leonard Piętak
- 1879-1880: prof. Edward Rittner
- 1880-1881: prof. Tadeusz Pilat
- 1882-1883: prof. Leon Biliński
- 1883-1884: prof. Leonard Piętak
- 1884-1885: prof. Tadeusz Pilat
- 1885: prof. Edward Rittner
- 1886-1887: prof. Leon Biliński
- 1889-1890: prof. Stanisław Głąbiński
- 1890-1891: prof. Leonard Piętak
- 1895-1896: prof. Stanisław Starzyński
- 1897-1898: prof. Władysław Ochenkowski
- 1900-1901: prof. Tadeusz Pilat
- 1916-1917: prof. Józef Buzek
- 1918-1919: prof. Stanisław Starzyński
- 1922-1923: prof. Zbigniew Pazdro
- 1923-1924: prof. Roman Longchamps de Bérier
- 1924-1925: prof. Zbigniew Pazdro
- 1929-1930: prof. Roman Longchamps de Bérier
- 1931-1932: prof. Roman Longchamps de Bérier
- 1932-1934: prof. Zbigniew Pazdro
- 1934-1937: prof. Ludwik Ehrlich
- 1937-1939: prof. Kazimierz Przybyłowski (po raz trzeci wybrany na przełomie czerwca/lipca 1939[3])